# Seznam dílů seriálu Cleveland show

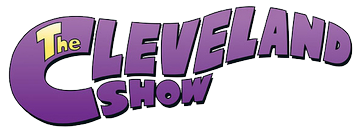
Logo seriálu Cleveland show.

Toto je Seznam dílů seriálu Cleveland show. Cleveland show je americký televizní seriál od tvůrců stanice Fox, která vysílá například i seriál Simpsonovi a Griffinovi. Cleveland je postava, která se dříve vyskytovala v seriálu Griffinovi. Když se rozvedl s manželkou, rozhodl se, že se přestěhuje. Přestěhoval se a vznikl nový animovaný seriál Cleveland show, který se zaměřuje právě na něj, jeho rodinu a přátele.

## Přehled řad
| Řada | Díly | Premiéra v USA | Premiéra v USA  | Premiéra v ČR     | Premiéra v ČR    |
| Řada | Díly | První díl      | Poslední díl    | První díl         | Poslední díl     |
| ---- | ---- | -------------- | --------------- | ----------------- | ---------------- |
| 1    | 21   | 27. září 2009  | 23. května 2010 | 5. února 2011     | 17. dubna 2011   |
| 2    | 22   | 26. září 2010  | 15. května 2011 | 23. dubna 2011    | 3. července 2011 |
| 3    | 22   | 25. září 2011  | 20. května 2012 | 15. července 2012 | 29. září 2012    |
| 4    | 23   | 7. října 2012  | 19. května 2013 | nebylo vysíláno   | nebylo vysíláno  |

## Seznam dílů

### První řada (2009–2010)
| Č. v seriálu | Č. v řadě | Původní název                                | Český název                | Režie                       | Scénář                                      | Premiéra v USA     | Premiéra v ČR   | Produkční kód |
| ------------ | --------- | -------------------------------------------- | -------------------------- | --------------------------- | ------------------------------------------- | ------------------ | --------------- | ------------- |
| 1            | 1         | Pilot                                        | Pilot                      | Anthony Lioi                | Seth MacFarlane, Richard Appel a Mike Henry | 27. září 2009      | 5. února 2011   | 1APS01        |
| 2            | 2         | Da Doggone Daddy-Daughter Dinner Dance       | Cleveland psovrah          | Chuck Klein                 | Julius Sharpe                               | 4. října 2009      | 6. února 2011   | 1APS02        |
| 3            | 3         | The One About Friends                        | Jak je důležité mít kámoše | Oreste Canestrelli          | Jonathan Green a Gabe Miller                | 11. října 2009     | 12. února 2011  | 1APS04        |
| 4            | 4         | Birth of Salesman                            | Hvězda teleshoppingu       | Chris Graham a Anthony Lioi | Kirker Butler                               | 18. října 2009     | 13. února 2011  | 1APS03        |
| 5            | 5         | Cleveland Jr. Cherry Bomb                    | Juniorův slib              | Mike L. Mayfield            | Aseem Batra                                 | 8. listopadu 2009  | 19. února 2011  | 1APS08        |
| 6            | 6         | Ladies' Night                                | Dámská jízda               | Justin Ridge                | Clarence Livingston                         | 15. listopadu 2009 | 20. února 2011  | 1APS07        |
| 7            | 7         | A Brown Thanksgiving                         | Díkůvzdání u Brownů        | Chuck Klein a Matt Engstrom | Matt Murray                                 | 22. listopadu 2009 | 26. února 2011  | 1APS09        |
| 8            | 8         | From Bed To Worse                            | Tady spím já               | Anthony Agrusa              | Teri Schaffer a Raynelle Swilling           | 29. listopadu 2009 | 27. února 2011  | 1APS05        |
| 9            | 9         | A Cleveland Brown Christmas                  | Kdo je Santa?              | Oreste Canestrelli          | Jonathan Green a Gabe Miller                | 13. prosince 2009  | 5. března 2011  | 1APS11        |
| 10           | 10        | Field of Streams                             | Hřiště snů                 | Ian Graham                  | Aaron Lee                                   | 3. ledna 2010      | 6. března 2011  | 1APS06        |
| 11           | 11        | Love Rollercoaster                           | Pivní vláček               | Ron Rubio                   | Kirker Butler                               | 10. ledna 2010     | 12. března 2011 | 1APS10        |
| 12           | 12        | Our Gang                                     | Hustá osmička              | Anthony Agrusa              | Aaron Lee                                   | 31. ledna 2010     | 13. března 2011 | 1APS12        |
| 13           | 13        | Buried Pleasure                              | Skryté slasti              | Ian Graham                  | Julius Sharpe                               | 14. února 2010     | 19. března 2011 | 1APS13        |
| 14           | 14        | The Curious Case Of Jr. Working At The Stool | Junior Barmanem            | Justin Ridge                | Kevin Biggins a Travis Bowe                 | 21. února 2010     | 20. března 2011 | 1APS14        |
| 15           | 15        | Once Upon a Tyne in New York                 | Tenkrát v New Yorku        | Mike L. Mayfield            | Aaron Lee                                   | 21. března 2010    | 26. března 2011 | 1APS16        |
| 16           | 16        | The Brown Knight                             | Rytíř Brown                | Matt Engstrom               | Aseem Batra                                 | 28. března 2010    | 27. března 2011 | 1APS17        |
| 17           | 17        | Gone with the Wind                           | Co odvály větry            | Ron Rubio                   | Bill Oakley                                 | 11. dubna 2010     | 2. dubna 2011   | 1APS18        |
| 18           | 18        | Brotherly Love                               | Rodinná pouta              | Anthony Agrusa              | Justin Heimberg                             | 2. května 2010     | 3. dubna 2011   | 1APS20        |
| 19           | 19        | Brown History Month                          | Černí versus bílý          | Ian Graham                  | Matt Murray                                 | 9. května 2010     | 10. dubna 2011  | 1APS21        |
| 20           | 20        | Cleveland's Angels                           | Clevelandovi andílci       | Oreste Canestrelli          | Clarence Livingston                         | 16. května 2010    | 16. dubna 2011  | 1APS19        |
| 21           | 21        | You're the Best Man, Cleveland Brown         | Milionář junior            | Justin Ridge                | Kirker Butler                               | 23. května 2010    | 17. dubna 2011  | 1APS22        |

### Druhá řada (2010–2011)
| Č. v seriálu | Č. v řadě | Původní název                            | Český název                 | Režie              | Scénář                                               | Premiéra v USA     | Premiéra v ČR    | Produkční kód |
| ------------ | --------- | ---------------------------------------- | --------------------------- | ------------------ | ---------------------------------------------------- | ------------------ | ---------------- | ------------- |
| 22           | 1         | Harder, Better, Faster, Browner          | Clevelandův smysl života    | Ian Graham         | Matt Murray                                          | 26. září 2010      | 23. dubna 2011   | 2APS06        |
| 23           | 2         | Cleveland Live!                          | Cleveland v přímém přenosu  | Ken Wong           | Jonathan Green a Gabe Miller                         | 3. října 2010      | 24. dubna 2011   | 2APS01        |
| 24           | 3         | How Cleveland Got His Groove Back        | Návrat ke kořenům           | Oreste Canestrelli | Julius Sharpe                                        | 10. října 2010     | 30. dubna 2011   | 2APS05        |
| 25           | 4         | It's the Great Pancake, Cleveland Brown  | Lívanec junior              | Ron Rubio          | Aseem Batra                                          | 7. listopadu 2010  | 1. května 2011   | 2APS04        |
| 26           | 5         | Little Man on Campus                     | Trpasličí podvod            | Anthony Agrusa     | Kevin Biggins a Travis Bowe                          | 14. listopadu 2010 | 7. května 2011   | 2APS03        |
| 27           | 6         | Fat and Wet                              | Tlouštíci, spojte se!       | Matt Engstrom      | Kirker Butler                                        | 21. listopadu 2010 | 8. května 2011   | 2APS02        |
| 28           | 7         | Another Bad Thanksgiving                 | Další nepovedené Díkůvzdání | Mike L. Mayfield   | Clarence Livingston                                  | 18. listopadu 2010 | 14. května 2011  | 2APS08        |
| 29           | 8         | Murray Christmas                         | Šťastné a veselé            | Ken Wong           | Kirker Butler                                        | 5. prosince 2010   | 15. května 2011  | 2APS09        |
| 30           | 9         | Beer Walk!                               | Pivní pochod                | Jim Shellhorn      | Aaron Lee                                            | 5. prosince 2010   | 21. května 2011  | 2APS07        |
| 31           | 10        | Ain't Nothin' But Mutton Bustin'         | Ovčí rodeo                  | Matt Engstrom      | Courtney Lilly                                       | 9. ledna 2011      | 22. května 2011  | 2APS10        |
| 32           | 11        | How Do You Solve a Problem Like Roberta? | Problém jménem Roberta      | Anthony Agrusa     | Aaron Lee                                            | 16. ledna 2011     | 28. května 2011  | 2APS12        |
| 33           | 12        | Like a Boss                              | Kdo je tady šéf             | Ron Rubio          | Matt Murray                                          | 23. ledna 2011     | 29. května 2011  | 2APS11        |
| 34           | 13        | A Short Story and a Tall Tale            | Malé velké problémy         | Ian Graham         | Julius Sharpe                                        | 13. února 2011     | 4. června 2011   | 2APS14        |
| 35           | 14        | Terry Unmarried                          | Dvojitá svatba              | Ken Wong           | Aaron Lee                                            | 20. února 2011     | 5. června 2011   | 2APS17        |
| 36           | 15        | The Blue, The Gray and The Brown         | Cleveland přepisuje dějiny  | Oreste Canestrelli | Jonathan Green a Gabe Miller                         | 6. března 2011     | 11. června 2011  | 2APS13        |
| 37           | 16        | The Way the Cookie Crumbles              | Problém ženy středního věku | Jim Shellhorn      | Chadd Gindin                                         | 13. března 2011    | 12. června 2011  | 2APS15        |
| 38           | 17        | To Live and Die in VA                    | Žít a zemřít pro pivo       | Seung-Woo Cha      | Mehar Sethi                                          | 20. března 2011    | 18. června 2011  | 2APS16        |
| 39           | 18        | The Essence of Cleveland                 | Clevelandova ctitelka       | Matt Engstrom      | Jonathan Green a Gabe Miller                         | 3. dubna 2011      | 19. června 2011  | 2APS18        |
| 40           | 19        | Ship'rect                                | Regata                      | Ken Wong           | Teri Schaffer a Raynelle Swilling                    | 10. dubna 2011     | 25. června 2011  | 1APS15        |
| 41           | 20        | Back to Cool                             | Cool táta                   | Anthony Agrusa     | Kevin Biggins a Travis Bowe                          | 17. dubna 2011     | 26. června 2011  | 2APS19        |
| 42           | 21        | Your Show of Shows                       | Nejlepší show               | Oreste Canestrelli | námět: Carl Reiner scénář: Aseem Batra a Matt Murray | 9. května 2011     | 2. července 2011 | 2APS21        |
| 43           | 22        | Hot Cocoa Bang                           | Kakaová Bang Bang           | Ian Graham         | Kirker Butler                                        | 15. května 2011    | 3. července 2011 | 2APS22        |

### Třetí řada (2011–2012)
| Č. v seriálu | Č. v řadě | Původní název               | Český název                    | Režie              | Scénář                                               | Premiéra v USA     | Premiéra v ČR     | Produkční kód |
| ------------ | --------- | --------------------------- | ------------------------------ | ------------------ | ---------------------------------------------------- | ------------------ | ----------------- | ------------- |
| 44           | 1         | BFFs                        | Nejlepší kámoši                | Steve Robertson    | Kirker Butler                                        | 25. září 2011      | 15. července 2012 | 3APS01        |
| 45           | 2         | The Hurricane!              | Hurikán                        | Ron Rubio          | Kirker Butler                                        | 2. října 2011      | 21. července 2012 | 2APS20        |
| 46           | 3         | A Nightmare on Grace Street | Noční můra z Grace Street      | Phil Allora        | Jonathan Green a Gabe Miller                         | 30. října 2011     | 22. července 2012 | 3APS04        |
| 47           | 4         | Skip Day                    | Rebel s příčinou               | Jack Perkins       | Dave Jeser a Matt Silverstein                        | 20. listopadu 2011 | 28. července 2012 | 3APS03        |
| 48           | 5         | Yemen Party                 | Stop globálnímu sexismu        | Seung-Woo Cha      | Julius Sharpe                                        | 27. listopadu 2011 | 29. července 2012 | 3APS02        |
| 49           | 6         | Sex and the Biddy           | Falešná láska                  | Ron Rubio          | Aseem Batra                                          | 4. prosince 2011   | 4. srpna 2012     | 3APS06        |
| 50           | 7         | Die Semi-Hard               | Smrtonosná pastička            | Seung-Woo Cha      | John Viener                                          | 11. prosince 2011  | 5. srpna 2012     | 3APS10        |
| 51           | 8         | Y Tu Junior Tambien         | Zamilovaný Junior              | Jack Perkins       | Aaron Lee                                            | 8. ledna 2012      | 11. srpna 2012    | 3APS11        |
| 52           | 9         | There Goes El Neighborhood  | Kdo je králem ulice?           | Ron Rubio          | Courtney Lilly                                       | 29. ledna 2012     | 12. srpna 2012    | 3APS14        |
| 53           | 10        | Dancing with the Stools     | Když Stoolbend tančí           | Anthony Agrusa     | Matt Murray                                          | 12. února 2012     | 18. srpna 2012    | 3APS05        |
| 54           | 11        | Brown Magic                 | Cleveland břichomluvcem        | Anthony Agrusa     | Chadd Gindin                                         | 19. února 2012     | 19. srpna 2012    | 3APS13        |
| 55           | 12        | Til Deaf                    | Tajemství šťastného manželství | Oreste Canestrelli | Aaron Lee                                            | 4. března 2012     | 25. srpna 2012    | 3APS07        |
| 56           | 13        | Das Shrimp Boot             | Krevety a piráti               | Oreste Canestrelli | John Viener                                          | 11. března 2012    | 26. srpna 2012    | 3APS15        |
| 57           | 14        | March Dadness               | Kdo je lepší táta?             | Ian Graham         | Jonathan Green a Gabe Miller                         | 18. března 2012    | 1. září 2012      | 3APS16        |
| 58           | 15        | The Men in Me               | Kdo vlastně jsem?              | Steve Robertson    | Clarence Livingston                                  | 25. března 2012    | 2. září 2012      | 3APS09        |
| 59           | 16        | Frapp Attack!               | Clevelandova kamarádka         | Phil Allora        | Kevin Biggins a Travis Bowe                          | 1. dubna 2012      | 8. září 2012      | 3APS12        |
| 60           | 17        | American Prankster          | Rallo se baví                  | Seung-Woo Cha      | Bill Oakley                                          | 15. dubna 2012     | 9. září 2012      | 3APS18        |
| 61           | 18        | B.M.O.C.                    | Frajer s obřím knírem          | Steve Robertson    | Kirker Butler                                        | 29. dubna 2012     | 15. září 2012     | 3APS17        |
| 62           | 19        | Jesus Walks                 | Následuj Ježíše                | Phil Allora        | Kirker Butler                                        | 29. dubna 2012     | 16. září 2012     | 3APS20        |
| 63           | 20        | Flush of Genius             | Záblesk génia                  | Jack Perkins       | Aaron Lee                                            | 6. května 2012     | 22. září 2012     | 3APS19        |
| 64           | 21        | Mama Drama                  | Den matek                      | Anthony Agrusa     | Chadd Gindin                                         | 13. května 2012    | 23. září 2012     | 3APS21        |
| 65           | 22        | All You Can Eat             | Zbrusu nový Junior             | Ian Graham         | námět: Aseem Batra a Bill Oakley scénář: Aseem Batra | 20. května 2012    | 29. září 2012     | 3APS24        |

### Čtvrtá řada (2012–2013)
| Č. v seriálu | Č. v řadě | Původní název                                    | Český název | Režie              | Scénář                                                 | Premiéra v USA                                | Premiéra v ČR   | Produkční kód |
| ------------ | --------- | ------------------------------------------------ | ----------- | ------------------ | ------------------------------------------------------ | --------------------------------------------- | --------------- | ------------- |
| 66           | 1         | Escape from Goochland                            |             | Jack Perkins       | Courtney Lilly                                         | 7. října 2012                                 | nebylo vysíláno | 4APS04        |
| 67           | 2         | Menace II Secret Society                         |             | Ron Rubio          | Clarence Livingston                                    | 4. listopadu 2012                             | nebylo vysíláno | 3APS22        |
| 68           | 3         | A General Thanksgiving Episode                   |             | Justin Ridge       | Courtney Lilly                                         | 18. listopadu 2012                            | nebylo vysíláno | 3APS08        |
| 69           | 4         | Turkey Pot Die                                   |             | Anthony Agrusa     | Dave Jeser a Matt Silverstein                          | 25. listopadu 2012                            | nebylo vysíláno | 4APS06        |
| 70           | 5         | A Vas Deferens Between Men & Women               |             | Jeff Myers         | John Viener                                            | 2. prosince 2012                              | nebylo vysíláno | 4APS02        |
| 71           | 6         | Tis the Cleveland to Be Sorry                    |             | Oreste Canestrelli | Chadd Gindin                                           | 16. prosince 2012                             | nebylo vysíláno | 4APS08        |
| 72           | 7         | Hustle 'N' Bros                                  |             | Seung-Woo Cha      | Kirker Butler                                          | 13. ledna 2013                                | nebylo vysíláno | 4APS03        |
| 73           | 8         | Wide World of Cleveland Show                     |             | Ron Rubio          | Aaron Lee                                              | 27. ledna 2013                                | nebylo vysíláno | 4APS07        |
| 74           | 9         | Here Comes the Bribe                             |             | Jack Perkins       | Dave Jeser a Matt Silverstein                          | 10. února 2013                                | nebylo vysíláno | 4APS12        |
| 75           | 10        | When a Man (or a Freight Train) Loves His Cookie |             | Phil Allora        | Clarence Livingston                                    | 17. února 2013                                | nebylo vysíláno | 4APS05        |
| 76           | 11        | Brownsized                                       |             | Phil Allora        | Steven Ross                                            | 3. března 2013                                | nebylo vysíláno | 4APS13        |
| 77           | 12        | Pins, Spins and Fins! (Shark Story Cut for Time) |             | Steve Robertson    | Jonathan Green a Gabe Miller                           | 3. března 2013                                | nebylo vysíláno | 4APS09        |
| 78           | 13        | A Rodent Like This                               |             | Seung-Woo Cha      | Aaron Lee                                              | 10. března 2013                               | nebylo vysíláno | 4APS11        |
| 79           | 14        | The Hangover: Part Tubbs                         |             | Ron Rubio          | Aaron Lee                                              | 17. března 2013                               | nebylo vysíláno | 4APS14        |
| 80           | 15        | California Dreamin' (All the Cleves are Brown)   |             | Oreste Canestrelli | Dave Jeser a Matt Silverstein                          | 17. března 2013                               | nebylo vysíláno | 3APS23        |
| 81           | 16        | Who Done Did It?                                 |             | Jeff Myers         | Kevin Biggins a Travis Bowe                            | 7. dubna 2013                                 | nebylo vysíláno | 4APS10        |
| 82           | 17        | The Fist and the Furious                         |             | Anthony Agrusa     | Jonathan Green a Gabe Miller                           | 14. dubna 2013                                | nebylo vysíláno | 4APS15        |
| 83           | 18        | Squirt's Honor                                   |             | Oreste Canestrelli | Daniel Dratch                                          | 21. dubna 2013                                | nebylo vysíláno | 4APS16        |
| 84           | 19        | Grave Danger                                     |             | Steve Robertson    | Kirker Butler                                          | 28. dubna 2013                                | nebylo vysíláno | 4APS17        |
| 85           | 20        | Of Lice and Men                                  |             | Jeff Myers         | námět: John Viener scénář: Kevin Biggins a Travis Bowe | 5. května 2013 (Kanada) 12. května 2013 (USA) | nebylo vysíláno | 4APS18        |
| 86           | 21        | Mr. & Mrs. Brown                                 |             | Steve Robertson    | Kevin Biggins a Travis Bowe                            | 12. května 2013                               | nebylo vysíláno | 4APS01        |
| 87           | 22        | Crazy Train                                      |             | Seung-Woo Cha      | Chadd Gindin                                           | 19. května 2013                               | nebylo vysíláno | 4APS19        |
| 88           | 23        | Wheel! Of! Family!                               |             | Jack Perkins       | Margee Magee a Angeli Millan a Courtney Lilly          | 19. května 2013                               | nebylo vysíláno | 4APS20        |